# Mary T. Clark
Sœur Mary T. Clark, née à Philadelphie le 23 octobre 1913 – morte à Albany, dans l'État de New York, le 1er septembre 2014, est une universitaire américaine spécialiste de l'histoire de la philosophie et d'Augustin d'Hippone. Sœur de la Société du Sacré-Cœur de Jésus, elle a été active dans le mouvement des droits civiques.

## Biographie
En 1939, elle entre dans la Société du Sacré-Cœur de Jésus, après avoir été diplômée d'un établissement de la Société le Manhattanville College de New York. Elle passe l'essentiel de sa vie dans cette université où elle enseigne la philosophie et la théologie. Elle se retire en 2011 et devient professeur émérite,,.
Elle a été présidente de l’American Catholic Philosophical Association, et de la Metaphysical Society of America, ainsi que la Society for Medieval and Renaissance Philosophy,.
Clark a été parmi les premiers éditeurs de la revue Dionysius, qui a contribué au débat sur la pertinence de la théologie de la Trinité d'Augustin et a été également membre du Board of Editorial Consultants of the Personalist Forum.
Pendant les années 1960, elle a dirigé le Social Action Secretariat of the National Federation of Catholic College Students actif dans le mouvement des droits civiques,,,,.

## Œuvre
- Augustine
- An Aquinas Reader
- Augustine: Philosopher of Freedom (avec Vernon Bourke)
- Logic: a Practical Approach (with Helen Casey)
- Augustinian Personalism
- Discrimination Today: Guidelines for Civic Action
- Augustine of Hippo: Selected Writings
- The Problem of Freedom[17].
- Un chapitre sur le De Trinitate d'Augustin pour The Cambridge Companion to Augustine[18],[19].
- Une traduction du Theological Treatises on the Trinity de Marius Victorinus[20].